# 土佐新田藩
土佐新田藩（とさしんでんはん）は、土佐藩の支藩である。高知新田藩ともいう。

## 概略
江戸時代後期の安永9年（1780年）、土佐中村藩の旧藩主家の子孫で山内家一族の旗本家を継いでいた山内豊産が1万3000石を本藩より分与され立藩した。藩主は参勤交代を行わない定府大名であった。6代90年間続き、明治3年（1870年）に土佐藩に編入された。定府大名であったため、代々江戸麻布古川町の上屋敷に居住したことから、麻布山内家と称された。ちなみに江戸下屋敷は三田寺町にあった。

## 歴代土佐新田藩主
- 麻布山内家

1. 豊産
2. 豊泰
3. 豊武
4. 豊賢
5. 豊福
6. 豊誠